# 聖伊莎貝爾山

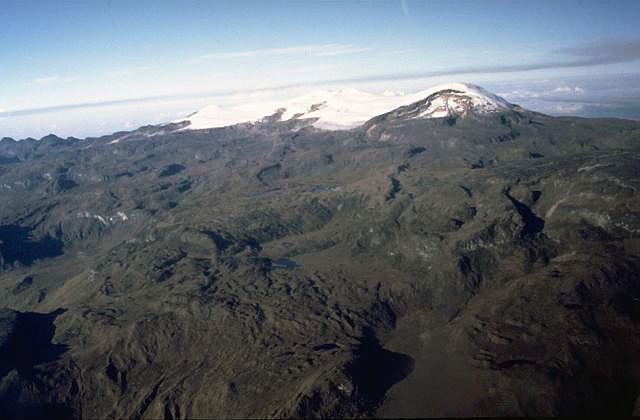

聖伊莎貝爾山是哥倫比亞的火山，位於該國中西部托利馬省，海拔高度4,950米，山體由安山岩形成，最近一次火山噴發在公元前850年發生。